# Malta i olympiska vinterspelen 2018
Malta deltog i de olympiska vinterspelen 2018 i Pyeongchang, Sydkorea, med en trupp på en atlet fördelat på en sport.
Vid invigningsceremonin bars Maltas flagga av alpina skidåkaren Elise Pellegrin.